# 林肯帕克 (紐約州)
林肯帕克（英語：Lincoln Park）是位於美國紐約州阿爾斯特縣的普查規定居民點。

## 人口
根據2020年美國人口普查的數據，林肯帕克的面積為4.04平方千米，當中陸地面積為3.96平方千米，而水域面積為0.08平方千米。當地共有人口2545人，而人口密度為每平方千米629.95人。